# Nyamwondo (periodiskt vattendrag i Kayanza)
Nyamwondo är ett periodiskt vattendrag i Burundi.   Det ligger i provinsen Kayanza, i den centrala delen av landet, 60 km nordost om huvudstaden Bujumbura.
Omgivningarna runt Nyamwondo är en mosaik av jordbruksmark och naturlig växtlighet. Runt Nyamwondo är det tätbefolkat, med 397 invånare per kvadratkilometer.